# Batalha de Gammelsdorf
A Batalha de Gammelsdorf (em alemão: Schlacht von Gammelsdorf) ocorreu em 9 de novembro de 1313. A causa da escaramuça foi a tutela do duque menor de idade da Baixa Baviera.  Isso foi procurado tanto pelo duque Luís, o Bávaro, quanto pelo duque Frederico I da Áustria. Ele girava em torno da questão de quem executaria a tutela sobre os filhos menores dos falecidos duques da Baixa Baviera, comandando assim também o tremendo poder econômico daquela região. Seu primo da Alta Baviera, o duque Luís, o mais tarde imperador Luís IV, o bávaro, como os acordos dentro dos vários ramos da linha bávara da Casa de Wittelsbach determinaram e como os burgueses das cidades da Baixa Baviera queriam que isso fosse feito, ou o duque Frederico I da Áustria, o Belo, também primo de Luís, ambos tendo sido criados e educados juntos em Viena.
Depois que Luís ocupou militarmente as duas cidades mais importantes da Baviera, Landshut e Straubing, as viúvas ducais decidiram chamar o primo austríaco de seus filhos para obter ajuda - embora na década anterior, a Baixa Baviera tivesse lutado amargamente contra a Áustria por terras, recursos econômicos e soberania.
Os bávaros superiores e as tropas delegadas pelas cidades da Baixa Baviera eram liderados pelo duque Luís. Enquanto a aristocracia e cavalaria da Baixa Baviera e os austríacos eram liderados pelo duque Frederico.
Finalmente - embora mais uma escaramuça do que uma batalha - o engajamento decisivo pelo controle sobre essas terras férteis e economicamente atraentes foi travado em Gammelsdorf em 9 de novembro de 1313 entre a Baviera e a Áustria.
O tempo funcionou a favor de Luís. Uma névoa espessa cobria o campo de batalha, de modo que a força real de Louis estava escondida de Frederick. As milícias da cidade de Luís lutaram a pé, embora outras estivessem montadas.
No final do dia, a força menor de Luís foi vitoriosa. No entanto, ele não perseguiu e destruiu os combatentes derrotados de Frederico, e nenhum nome dos nobres caídos foi registrado.
Frederico foi forçado a renunciar à sua tutela sobre os duques da Baixa Baviera e, talvez ainda mais importante para o homem de Munique, ele interrompeu os desejos dos Habsburgos de anexar partes da Baviera por um longo tempo.